# Лятушевич, Захарий Осиевич

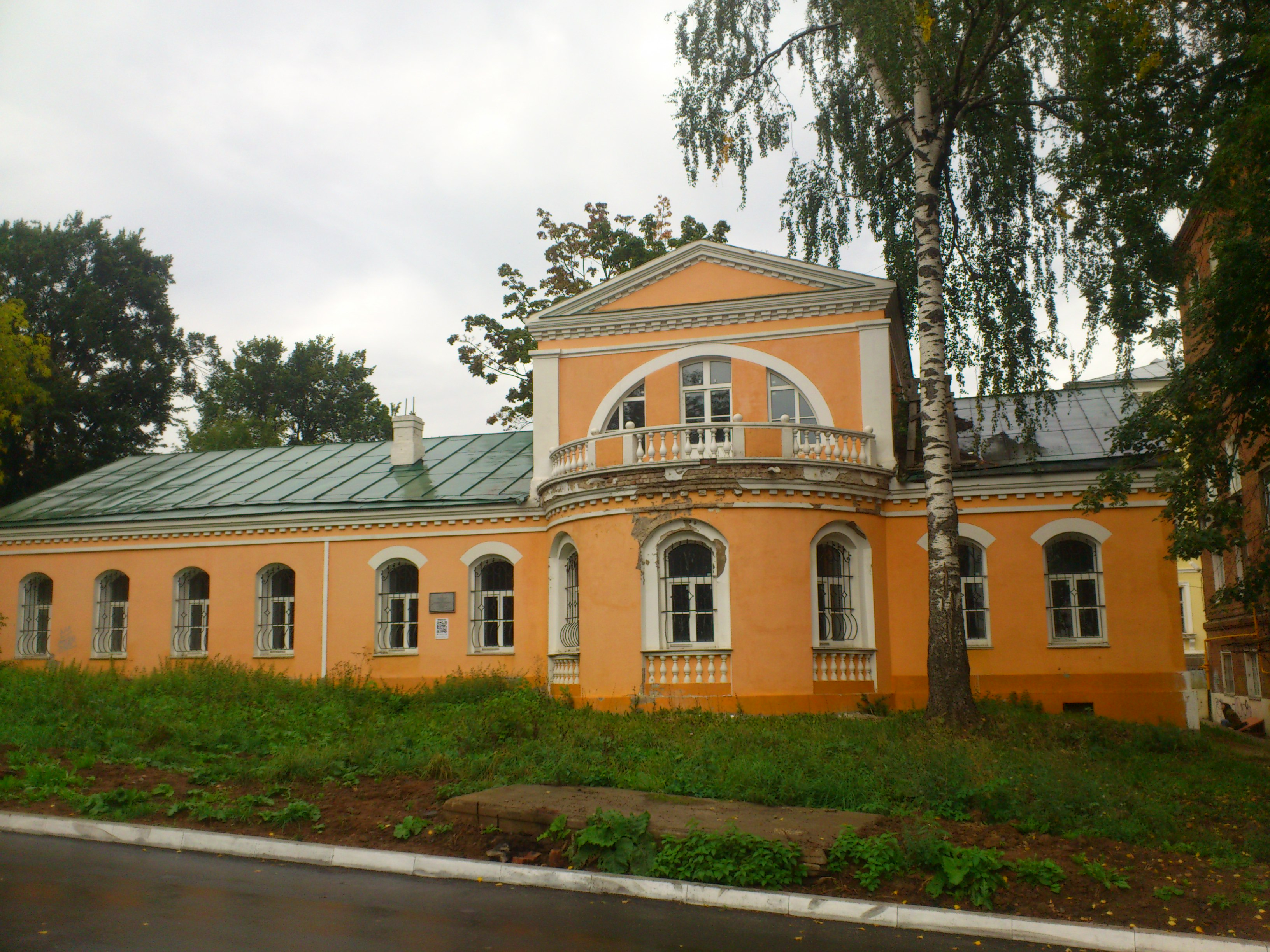
Дом З. О. Лятушевича в Ижевске

Захарий Осиевич Лятушевич (1776 год — 13 мая 1829 года, посёлок Ижевского завода) — российский священник, протоиерей церкви Ильи Пророка в Ижевске, писатель, педагог и меценат.

## Биография
Захарий Осиевич родился в семье священника Нолинского уезда Вятской провинции. В 1800 году окончил Вятскую семинарию, в которой позднее преподавал поэзию, риторику, философию, рисование, историю и физику. В 1808 году З. О. Лятушевич был переведён в Ижевский завод, где заведовал четырьмя заводскими школами, в которых безвозмездно преподавал те же дисциплины, а также занимался изобретательством для заводских нужд.
С 1 января 1808 года был настоятелем церкви Ильи Пророка (утрачена в 1936 году), с 1812 года — благочинным.
З. О. Лятушевич был инициатором возведения Александро-Невского собора в Ижевске и его первый настоятелем. Также он был основателем и директором Ижевского Библейского общества, занимавшегося изучением Библии и координацией благотворительности. Лятушевич лично внёс существенный вклад в благотворительность, подарив заводу дом, сад и крупные денежные суммы.
В 1807—1810 годах З. О. Лятушевич издавал в Москве и Вятке поэтические и прозаические произведения духовного и философского содержания на латыни, русском и французском языках. В 1810 году разбил вокруг дома обширный сад с аптекарским огородом, ставший первым садом в Удмуртии.
В 1812 году Лятушевич изобрёл передвижной водомёт, использовавшийся в течение нескольких лет для тушения пожаров на заводе.
2 ноября 1814 года З. О. Лятушевич освятил вновь построенный Свято-Троицкий собор в Ижевске.
В 1824 году Александр I во время своего визита в Ижевске наградил З. О. Лятушевича орденом святой Анны за строительство Александро-Невского собора и труды по просвещению.

## Семья
Известно, что у З. О. Лятушевича было пятеро сыновей, один из которых — Ипполит — имел духовный сан и служил в храмах Ижевска.

## Память
- Казённый дом № 30 (дом З. О. Лятушевича) в Ижевске — памятник архитектуры федерального значения[12][13].